# Ralf Quest
Ralf Quest (* 27. März 1938 in Berlin) ist ein ehemaliger deutscher Fußballspieler. In der höchsten Spielklasse des DDR-Fußballs, der Oberliga, spielte er für den SC Dynamo Berlin und für den 1. FC Union Berlin. Mit beiden Mannschaften wurde er jeweils einmal DDR-Pokalsieger. Er bestritt ein Länderspiel mit der B-Nationalmannschaft des DFV.

## Sportliche Laufbahn

### Start und Oberligadebüt beim SC Dynamo Berlin
Seine erste Fußballausbildung erhielt Quest bei der kleinen Berliner Sportgemeinschaft Berolina Stralau. Von 1952 bis 1958 spielte er bei der Betriebssportgemeinschaft Einheit Treptow in Ost-Berlin. Nach Ende seiner Schulzeit erlernte er den Beruf eines Steinmetz. Mit Treptow stieg er, inzwischen für den Männerbereich spielberechtigt, 1957 in die damals viertklassige Bezirksliga Berlin auf. Nach einem Jahr in der Bezirksliga wechselte Quest zu Beginn der Fußballsaison 1959 zum Oberligisten SC Dynamo Berlin. Diese Spielzeit verlief für den 1,72 Meter großen Stürmer gleich erfolgreich. Die Dynamos erreichten mit Platz 3 in der Oberliga ihr bisher bestes Ergebnis und gewannen am Ende der Saison auch noch den DDR-Fußballpokal. Es waren zwei Endspiele erforderlich, das erste endete 0:0, aber im zweiten Anlauf wurde der SC Wismut Karl-Marx-Stadt am 13. Dezember 1959 mit 3:2 besiegt. Quest war in beiden Begegnung als Linksaußenstürmer aufgeboten worden. In den nachfolgenden Spielzeiten wurde Quest mit Dynamo Berlin DDR-Vizemeister (1960) und noch einmal Oberligadritter (1961/62). Am 10. Juni 1962 stand Quest mit dem SC Dynamo erneut im Pokalfinale. In diesem Spiel als Mittelstürmer aufgeboten, gelang der zweite Pokalgewinn nicht. Die Partie gewann der SC Chemie Halle mit 3:1. Es war die letzte Saison von Quest bei Dynamo. Nach drei Spielzeiten hatte er 56 Einsätze in Oberligapunktspielen zu verzeichnen und dabei 14 Tore erzielt.

### Pokalüberraschung mit den Eisernen
Im Sommer 1962 schloss sich Ralf Quest dem Lokalrivalen TSC Oberschöneweide an, der gerade in die zweitklassige DDR-Liga aufgestiegen war. Noch im Laufe der Saison fusionierte der Klub zum TSC Berlin und wurde in den folgenden Jahren eine Spitzenmannschaft in der DDR-Liga. In der Saison 1965/66 wurde die Mannschaft erneut umstrukturiert und spielte ab Januar 1966 als 1. FC Union Berlin. Vier Monate später stieg Quest mit den Eisernen in die Oberliga auf. In den folgenden zwei Jahren landeten die Unioner auf gesicherten Mittelfeldplätzen in der Oberliga und erreichten 1968 mit dem Gewinn des FDGB-Pokals ihren bis dahin größten Erfolg. Bei dem Sensationssieg über den DDR-Meister FC Carl Zeiss Jena stand Quest als rechter Innenstürmer auf dem Platz und erzielte in der 63. Minute mit dem 2:1 das Siegtor für die Berliner. Die Folgesaison brachte Ernüchterung an der An der Alten Försterei, denn Union stieg 1969 als Oberligavorletzter wieder in die DDR-Liga ab. Quest, der inzwischen 31 Jahre alt geworden war, wurde in der Zweitligasaison nur noch dreimal in Punkt- und zweimal in Pokalspielen eingesetzt, erlebte als Aktiver noch den Wiederaufstieg, beendete aber im Sommer 1970 seine Laufbahn als Hochleistungssportler. Bei Union hatte er noch einmal 67 Oberligaspiele absolviert, sodass er seine Bilanz an Erstligaspielen auf 123 erhöhen konnte. Im internationalen Bereich steht für Quest ein Einsatz in der B-Nationalmannschaft im Jahre 1967 zu Buche. Für Union absolvierte er ebenfalls 1967 sechs Spiele im erstmals ausgetragenen Intertoto-Cup, dem Nachfolger des Intercup-Wettbewerbs.

### Karriereausklang
Wie viele seiner Union-Mannschaftskameraden schloss er seine Fußballkarriere bei der BSG EAB Lichtenberg 47 ab. 1971 führte Ralf Quest die Mannschaft von der inzwischen drittklassigen Bezirks- in die DDR-Liga. Im Oktober 1972 wurde er offiziell als Spieler verabschiedet. Anschließend wurde er bei StuNa Berlin Freizeitfußballer.